# Jack-Jack Attack
Jack-Jack Attack is een minifilm uit 2005, geproduceerd door Pixar. De film is gebaseerd op de film The Incredibles, en werd speciaal gemaakt als extraatje voor de dvd uitgave van die film.
Het idee voor de film kwam van een scène in The Incredibles, waarin Helen Parr haar voicemail afluistert en hoort dat de oppas die op Jack-Jack zou letten heel wat te stellen heeft gehad.

## Verhaal
De film draait om wat er gebeurt tijdens de periode dat Kari, de oppas, op Jack-Jack past terwijl de andere Incredibles op Syndrome’s eiland zijn. De film wordt verteld als een flashback terwijl Kari wordt ondervraagd door agent Dicker.
Terwijl Kari op Jack-Jack past begint deze superkrachten te ontwikkelen. Hij blijkt te kunnen teleporteren, zweven en door muren heen lopen. Vermoed wordt dat deze krachten ontwaken door Kari’s “Neurologische stimulatie” met muziek van Mozart. Kari krijgt vooral de schrik van haar leven als Jack-Jack opeens in brand vliegt. Ze gooit hem snel in de badkuip om hem te blussen.
Al snel wordt Jack-Jack te veel voor Kari. Ze heeft al een spiegel paraat om zich te beschermen tegen de lasers die Jack-Jack uit zijn ogen kan afvuren, en een brandblusser voor als hij weer in brand vliegt.
Dan staat opeens Syndrome voor de deur. Hij beweert een professionele oppasser te zijn, gestuurd door Helen en Bob. Kari geeft hem de baby en vertrekt.
De film eindigt met Agent Dicker die Kari’s geheugen wist.
De kijker krijgt niet te zien hoeveel krachten Jack-Jack precies bezit, maar hij is duidelijk veel getalenteerder dan de overige Incredibles.

## Rolverdeling
| Personage         | Engelse stem        | Nederlandse stem                       |
| ----------------- | ------------------- | -------------------------------------- |
| Kari McKeen       | Bret 'Brook' Parker | Elise Fennis                           |
| Agent Rick Dicker | Bud Lucky           | Wim van Rooij                          |
| Jack-Jack Parr    | Eli Fucile          | Eli Fucile, Maeve Andrews en Nina Kern |
| Syndrome          | Jason Lee           | Frans van Deursen                      |

## Krachten
Jack-Jacks krachten die in deze kleine film (en in The Incredibles) te zien zijn, komen van veel bekende superhelden uit strips.
- Levitatie/vliegen: Superman ; Jean Grey en vele anderen.
- Teleportatie: Nightcrawler
- Ontastbaarheid: Shadowcat ; Martian Manhunter
- Vuurmanipulatie/in brand vliegen: Human Torch
- Optische lasers: Superman ; Cyclops
- Transformatie tot metaal: Colossus ; Steel
- Monster transformatie: verschillende helden, maar met name de hulk. Eveneens een referentie naar de Pixar film Monsters, Inc.
- Bovenmenselijke kracht: ontelbaar veel superhelden.
- Telekinese: Jean Grey.
- Plakken aan oppervlaktes: Spider-Man, Nightcrawler.
- Held met meerdere superkrachten: Superman ; Franklin Richards

## Prijzen/nominaties
- 2006-Hugo Awards-Best Dramatic Presentation – korte vorm- nominatie